# 제1세계의 특권
제1세계 특권은 백인 특권과 남성 특권과 유사하게 제1세계 국가의 국민이기 때문에 개인에 의해 야기되는 어떠한 이득을 의미한다. 대부분의 제1세계 국가들이 백인들에 의해 설립되고 발전되었기 때문에, 제1세계의 특권과 백인들의 특권 사이에는 큰 공통점이 있다.
제1세계의 특권은 종종 이민 법이나 무역 장벽과 같은 법적 수단에 의해 명백하게 유지된다. 또한, 선진국의 법률은 대개 엄격한 이민 할당제와 교육비를 통해 외국인에 대한 차별을 적극적으로 장려하고 있기 때문에, 선진국의 고용, 승진, 교육, 장학 등에 대한 국적 차별을 금지하는 법률을 가진 나라는 극히 드물다.
선진국들은 보통 다른 선진국들의 고용, 교육, 사업과 관련하여 제1세계 국가들이 직면하고 있는 차별을 제한하는 상호 무역 및 이민 협정과 조약들을 가지고 있다. 제1세계 특권 이론에 따르면, 전 세계에 차별적인 법과 장벽의 존재는, 균형에 따라, 복지와 복지와 압박의 대가로 개발 도상국 국민들의 고용, 사업, 교육과 의료 접근을 지원한다.
일반적으로, 사회적 불평등을 언급할 때"특권"이라는 용어는 "불가피한 불평등"과 "부당 이득"을 구분하지 않는다는 이유로 비판을 받아 왔다.

## 같이 보기
- 선진국
- 남북 격차
- 제1세계 문제